# ProWein
ProWein è una fiera dei vini e liquori fondata nel 1994 a Düsseldorf, in Renania Settentrionale-Vestfalia Si tiene nella prima settimana di marzo.
La manifestazione è divenuta col tempo una delle manifestazioni vinicole più importanti e qualificata a livello nazionale ed internazionale, il cui accesso è riservato solo agli operatori del settore. L'edizione 2007 ha superato i trentamila visitatori da oltre cinquanta Paesi, con centinaia di giornalisti accreditati.
Visto il successo, la manifestazione organizza anche eventi satelliti in Asia.